# خط التناظر

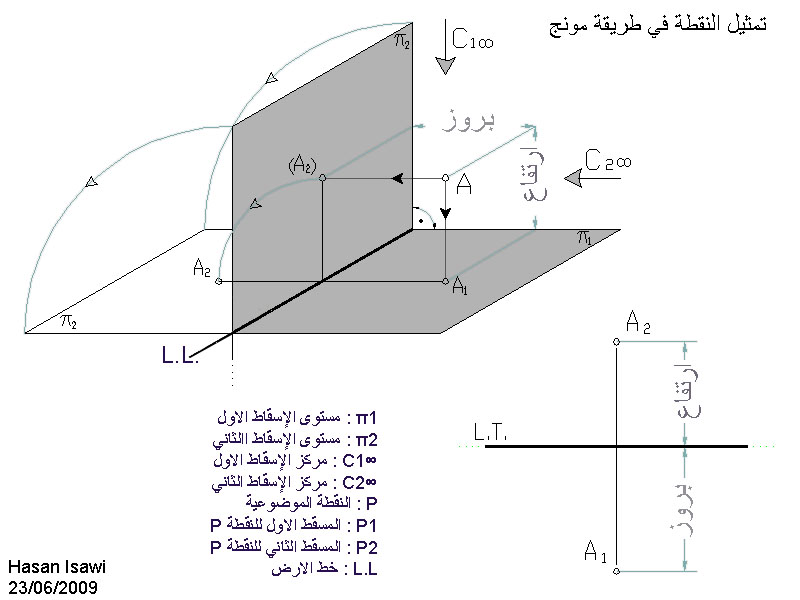
خط التناظر: هو الخط الذي يوصل الإسقاطات المونجية A1 A2 للنقطة A

خط التناظر, في طريقة مونج, هو الخط العمودي على خط الأرض ويوصل الإسقاط المونجي A1 A2 لنفس النقطة A.
كما هو مبين في الشكل 1, بعد أن تتم عملية إسقاط النقطة A باتجاه عمودي على المستوى الأول π1, لإيجاد A1, وعلى المستوى الثاني, لإيحاد A2, تتبع عملية انقلاب π2 (بعكس عقارب الساعة) حول خط الأرض ليتطابق مع π1. بهذة الطريقة المستقيم A2_A0, بعد الانقلاب, يصطف مع المستقيم A1_A0.
بشكل اوضح, المستقيمين A2_A0 و A1_A0 لهما نفس الاستقامة, أي أن النقط A1 و A0 و A2 ينتمون إلى نفس الخط الذي يسمى خط التناظر.